# NGC 772
NGC 772 este o interacțiune de galaxii situată în constelația Berbecul. A fost descoperită în 29 noiembrie 1785 de către William Herschel. Se află la o distanță de 130.000.000 al de Pământ.